# اختیارات شاعری
اختیارات شاعری (به انگلیسی: poetic licence، به فرانسوی: licence poétique، به لاتین: licentia poetica) از مباحث عمده و اساسی در وزن شعر فارسی است، و آن عبارت است از مجموعه‌ای از قواعد که برمبنای آن، شاعر مجاز است که در شعر خود، هنگام سرودن، از نظر وزنی یا از لحاظ لفظی، نسبت به وزن یا کلام استاندارد و معیار، تفاوت‌هایی خاص ایجاد کند. ظاهراً این اصطلاح را نخستین بار پرویز ناتل خانلری، استاد برجستهٔ ادبیات و زبان‌شناسی (رسالهٔ دکتری، ۱۳۲۱)، به‌کار برده‌است. آنچه خانلری انجام داد، درواقع، دسته‌بندی و تدوین اصول و قواعدی است که در کتاب‌های کهنِ عروض، به‌ویژه کتاب المُعجَم فی مَعاییرِ اشعارِ العجم، نوشتهٔ شمسِ قیسِ رازی (نیمهٔ نخستِ قرن هفتم هـ. ق) آمده‌است؛ یعنی چهار قاعدهٔ حذف، اضافه، تبدیل، و ادغام، که هنگام انشعابِ زحافات از پایه‌های اصلیِ عروضی اِعمال می‌شود.
اما، اختیارات شاعری، به مفهوم جدید، برای نخستین بار، توسط ابوالحسن نجفی تدوین و در سال ۱۳۵۲ در مقاله‌ای به همین نام در اصفهان چاپ شد.
پس از نجفی، تقی وحیدیان کامیار، استاد ادبیات و زبان‌شناسی، با نقد و حک‌واصلاح قواعد نجفی، نسخهٔ تازه‌ای از اختیارات شاعری به‌دست داد (۱۳۶۷).
فین تیسن (۱۹۸۲)، ایران‌شناس دانمارکی، و حمید حسنی (۱۳۷۱، ۱۳۷۲، ۱۳۷۸) نیز، ضمن نقد و اصلاح قواعد یادشده، اصول جدیدی به اختیارات شاعریِ نجفی و وحیدیان کامیار (در قالب «اختیارات و ضرورت‌های شعری») افزودند.
علی‌اصغر قهرمانی مقبل، استادیار دانشگاه خلیج فارس هم، در مقاله‌ای، به مسئلهٔ اختیارات شاعری و تفاوت آنها با ضرورت‌های وزنی پرداخته‌است.

## قواعد
شاعر می‌تواند تقارن بین مصراع‌ها را ــ که از الزامات شعر سنتی فارسی است ــ در حدی معیّن و تعریف‌شده، به‌هم بزند، بی‌آنکه وزن شعر معیوب شود. این اختیارات به دو دستهٔ اختیارات زبانی و اختیارات وزنی تقسیم می‌شوند:

### اختیارات زبانی
الف) حَذفِ همزه. مثال:
| من آن نگینِ سلیمان به هیچ نسْتانم |  | که گاه‌گاه بر او دستِ اهرمن باشد |

در مصراع نخست، «من آن»، که در اصل از دو هجای بلند تشکیل شده‌است، به‌صورت «مَنان»، یعنی یک هجای کوتاه و یک بلند، خوانده می‌شود. همچنین «بر او» در مصراع دوم، که در اصل متشکل از دو هجایِ بلند است، به‌صورت «بَرو»، یعنی یک هجای کوتاه و یک بلند، خوانده می‌شود.
ب) تغییر کمیّت واژه‌ها (مصوِّت‌ها). مثال:
| ساقیِ سیم‌ساقِ من، گر همه دُرد می‌دهد |  | کیست که تن چو جام می، جمله دهن نمی‌کند؟ |

که در آن، واژهٔ «ـی» در کلمهٔ «ساقی» کوتاه خوانده می‌شود.
و در این مثال:
| دانی که نوشداروی سهراب کی رسید؟ |  | آنگه که او ز کالبدی بیشتر نداشت |

که در آن، واژهٔ «ـو» در آخرِ «نوشدارو» کوتاه تلفظ می‌شود.

### اختیارات وزنی
شاعر می‌تواند بعضی از پایه‌های عروضیِ مصراع‌ها را تغییر دهد. این نوع تغییرات به چهار صورت ممکن است رخ دهد که معمول‌ترینِ آنها عبارتند از:
الف) اضافه: در آخر هر مصراع، اضافه‌بودن یک یا چند همخوان (صامت) در آخرین هجا مجاز است. مثال:
| مرحبا ای پیکِ مشتاقان بده پیغام دوست |  | تا کنم جان از سرِ رغبت فدای نام دوست |

که در هر دو مصراع، دو حرفِ «ست» اضافه بر تقطیع است.
ب) حذف: گاه یک هجای کوتاه از آخر یا اول مصراع حذف می‌شود. مثال:
| کی باشد و کی که ناگهی ما |  | این پرده ز کارِ خویش بدْرانیم؟ |

که مصراع اول، نسبت به مصراع دوم و کلّ شعر (قصیده)، یک هجای بلند کم دارد.
ج) تبدیل(ابدال): تبدیل دو هجای کوتاه متوالی به یک هجای بلند. این تبدیل معمولاً در هجای ماقبل آخر مصراع (پایهٔ کوچکِ پایان مصراع) پیش می‌آید. مثال:
| سوی همسایه پیِ نان رفتم |  | تا مرا دید، درِ خانه ببست |

که در پایهٔ پایانیِ مصراع اول (یعنی در واژهٔ «رفتم»)، دو هجای کوتاهِ متوالی تبدیل به یک هجای بلند شده‌است.
د) قلب: گاه درضمنِ یک مصراع، یک هجای بلند و یک هجای کوتاه به‌صورت قاعده‌مند جابه‌جا می‌شوند. مثال:
| کیست که پیغام من، به شهرِ شروان بَرَد؟ |  | یک سخن از من بدان مرد سخندان بَرَد؟ |

که در مصراع اول، به‌جای «مفتعلن»، «مفاعلن» آمده‌است.